# Ковзанярський спорт на зимових Олімпійських іграх 2022 — 10000 метрів (чоловіки)
Змагання з ковзанярського спорту на дистанції 10000 метрів серед чоловіків на зимових Олімпійських іграх 2022 відбулися 11 лютого на Національному ковзанярському стадіоні в Пекіні (Китай).
Чинним олімпійським чемпіоном і олімпійським рекордсменом був Тед-Ян Блумен. Також кваліфікувався срібний медаліст Ігор-2018 Йорріт Бергсма. Нільс ван дер Пул виграв Чемпіонат світу на окремих дистанціях 2021 року на дистанції 10 000 м, а Бергсма і Олександр Румянцев здобули, відповідно, срібну та бронзову нагороди. Ван дер Пул був світовим рекордсменом станом на початок Ігор. Він очолював залік Кубка світу 2021–2022 на довгих дистанціях після чотирьох змагань, що відбулися перед Олімпійськими іграми. За ним розташувалися Блумен і Давіде Гьотто. 20 листопада 2021 року в Ставангері ван дер Пул показав найкращий результат сезону, 12:38.92. Ще жоден ковзаняр не вигравав 10 000 м на Олімпіадах двічі.

## Рекорди
Перед цими змаганнями світовий та олімпійський рекорди були такими.
| Світовий рекорд     | Нільс ван дер Пул (SWE) | 12:32.95 | Геренвен (громада), the Нідерланди | 14 лютого 2021 |
| Олімпійський рекорд | Тед-Ян Блумен (CAN)     | 12:39.77 | Каннин (Південна Корея)            | 15 лютого 2018 |

## Результати
| Місце | Пара | Доріжка | Ім'я               | Країна                     | Час      | Відставання | Нотатки |
| ----- | ---- | ------- | ------------------ | -------------------------- | -------- | ----------- | ------- |
| 1     | 5    | I       | Нільс ван дер Пул  | Швеція                     | 12:30.74 |             | WR, OR  |
| 2     | 2    | O       | Патрік Руст        | Нідерланди                 | 12:44.59 | +13.85      |         |
| 3     | 5    | O       | Давіде Гьотто      | Італія                     | 12:45.98 | +15.24      |         |
| 4     | 4    | O       | Йорріт Бергсма     | Нідерланди                 | 12:48.94 | +18.20      |         |
| 5     | 4    | I       | Олександр Румянцев | Олімпійський комітет Росії | 12:51.33 | +20.59      |         |
| 6     | 1    | O       | Ґрем Фіш           | Канада                     | 12:58.80 | +28.06      |         |
| 7     | 3    | O       | Патрік Беккерт     | Німеччина                  | 13:01.23 | +30.49      |         |
| 8     | 6    | I       | Тед-Ян Блумен      | Канада                     | 13:01.39 | +30.65      |         |
| 9     | 2    | I       | Мікеле Мальфатті   | Італія                     | 13:01.42 | +30.68      |         |
| 10    | 6    | O       | Барт Свінгс        | Бельгія                    | 13:02.43 | +31.69      |         |
| 11    | 3    | I       | Рьосуке Цутія      | Японія                     | 13:02.49 | +31.75      |         |
| 12    | 1    | I       | Пітер Майкл        | Нова Зеландія              | 13:33.53 | +1:02.79    |         |